# Jacob Frankel
Jacob Frankel (5 tháng 7 năm 1808 – 12 tháng 1 năm 1887) là một giáo sĩ gốc Đức. Ông là giáo sĩ quân đội chính thức người Do Thái đầu tiên của Hoa Kỳ trong cuộc Nội chiến Hoa Kỳ.

## Cuộc đời và sự nghiệp

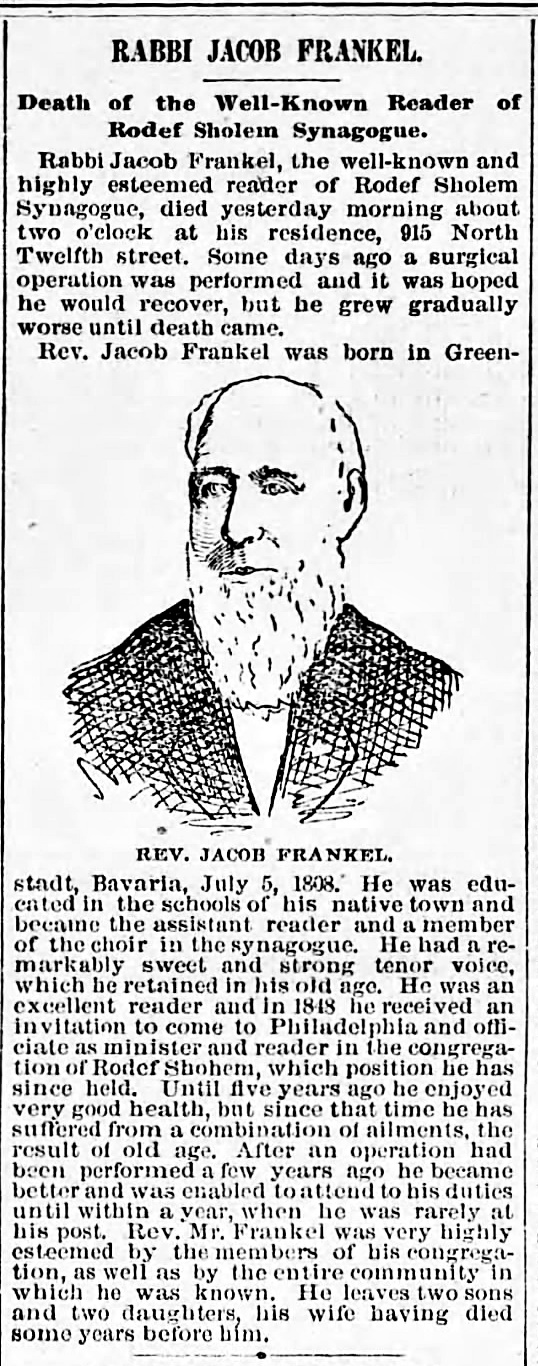
Cáo phó trên Thời báo Philadelphia, ngày 13 tháng 1 năm 1887

Frankel xuất thân từ một gia đình gốc Do Thái có truyền thống âm nhạc lâu đời tại Grünstadt, trong vùng Pfalz (lúc đó là một phần của Đệ Nhất Đế chế Pháp thời Napoleon). Ông là con trai của Joseph và Dorothe Fränkel.
Cùng với hai anh em của mình, Frankel đã thực hiện các chuyến lưu diễn, như khu vực Alsace lân cận. Ông sau đó trở thành người xướng ca tại giáo đường Do Thái Grünstadt của Rabbi Leopold Roos và vào năm 1844, ông chuyển đến Mainz. Bốn năm sau, ông di cư sang Hoa Kỳ.
Từ năm 1848 đến năm 1886, Frankel phục vụ với tư cách là người xướng ca và chỉ huy Giáo đoàn Rodeph Shalom ở Philadelphia, Pennsylvania. Giáo đoàn được thành lập vào năm 1795, là một cộng đồng của Do Thái giáo Cải cách Ashkenazi. Ông được biết đến với tư cách là "ca sĩ ngọt ngào của Israel".

### Binh nghiệp
Frankel được Tổng thống Miền Bắc Hoa Kỳ lúc bấy giờ là Abraham Lincoln bổ nhiệm làm giáo sĩ chính thức đầu tiên trong Các lực lượng vũ trang Hoa Kỳ vào ngày 18 tháng 9 năm 1862. Ông cũng là nhân vật ngoài Kitô giáo đầu tiên được bổ nhiệm làm giáo sĩ. Theo luật, để trở thành giáo sĩ, người đó phải được phong chức theo "giáo phái Kitô giáo". Tuy nhiên, Rabbi Arnold Fischel, người được chỉ định làm giáo sĩ cho Trung đoàn kỵ binh Pennsylvania thứ 5, lại bị Bộ trưởng Chiến tranh Simon Cameron từ chối yêu cầu. Sự từ chối này đã khiến Hội đồng Đại biểu của người Mỹ gốc Israel và Fischel phải vận động hành lang để thay đổi luật. Fischel sau đó có buổi tiếp xúc với Tổng thống Lincoln và nhận được cái gật đầu ủng hộ. Sau khi luật được thay đổi, Lincoln bổ nhiệm Frankel làm giáo sĩ Do Thái đầu tiên. Frankel phục vụ trong các bệnh viện quân đội ở Philadelphia, một trung tâm chăm sóc cho các binh sĩ bị thương. Ông giữ chức vụ này cho đến giữa năm 1865 và được giải ngũ khỏi quân đội cùng thời điểm đó.

### Qua đời
Frankel qua đời ở Philadelphia vào năm 1887 với tư cách là người góa vợ, để lại hai con trai và hai con gái. Isaak Fränkel, một trong những người anh em của ông, qua đời vào ngày 20 tháng 12 năm 1877 tại Grünstadt ở tuổi 74 sau khi làm ca sĩ cho hội đường ở đó trong hơn 50 năm.

## Tưởng nhớ
Trong quá trình phóng ngư lôi và đánh chìm SS Dorchester năm 1943, bốn giáo sĩ quân đội Mỹ, bao gồm một giáo sĩ Do Thái, đã hy sinh và chết trong khi thực hiện nhiệm vụ. Để kỷ niệm điều này, một huy chương đã được thiết kế bởi nhà điêu khắc người Mỹ Eugene Daub và được phát hành bởi Đại sảnh danh vọng người Mỹ gốc Do Thái, Huân chương Bốn Chaplains. Mặt đối diện cho thấy Jacob Frankel là giáo sĩ Do Thái đầu tiên của Quân đội Hoa Kỳ, mặt trái cho thấy các giáo sĩ sa ngã từ năm 1943.